# Les Trois Petits Bip-bops
Pour plus de détails, voir Fiche technique et Distribution.
Les Trois Petits Bip-bops (Three Little Bops) est un court métrage d'animation de la série américaine Looney Tunes réalisé par Friz Freleng et sorti le 5 janvier 1957.